# Dê lùn Nigeria

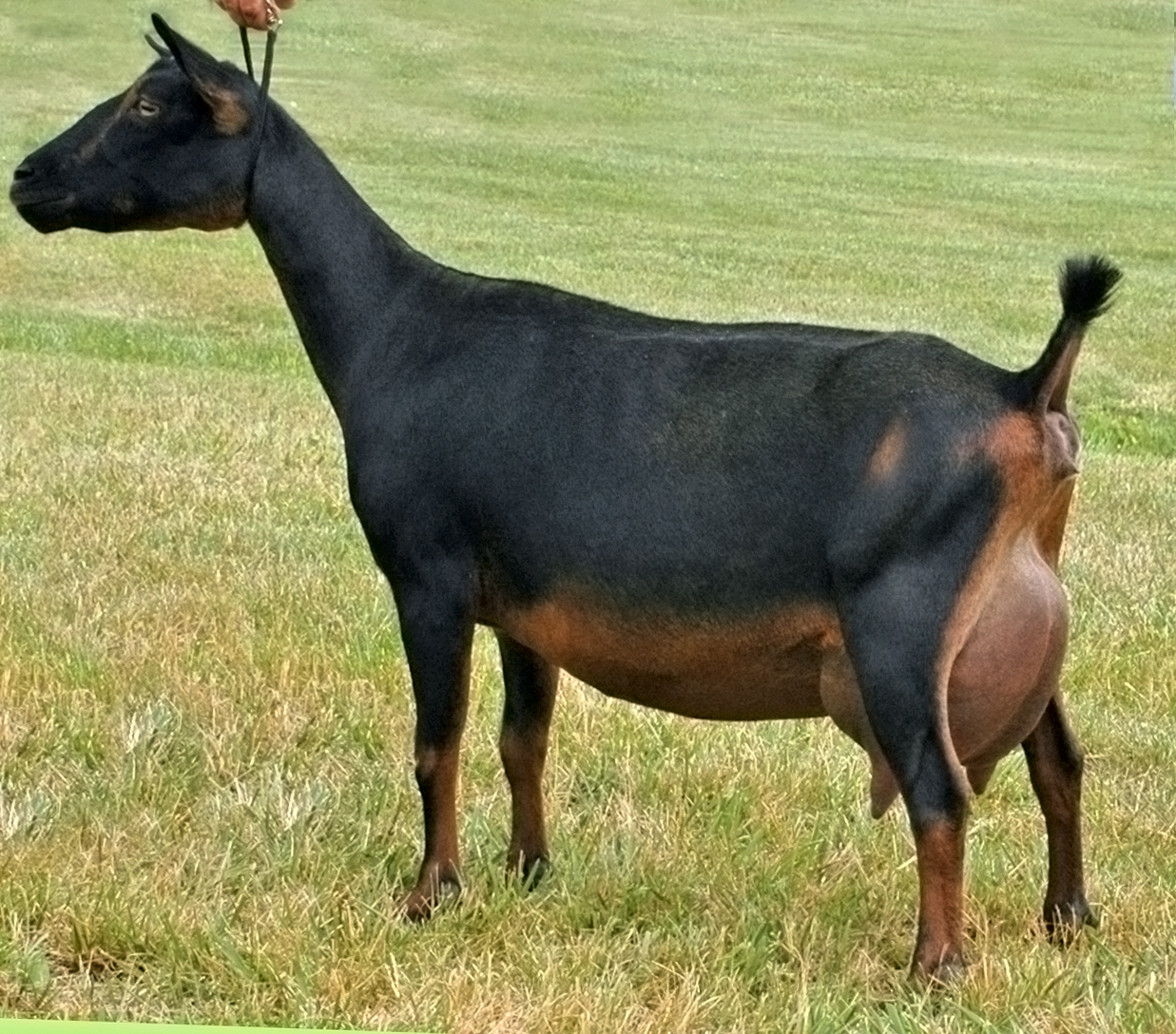
Một con dê lùn Nigeria

Dê lùn Nigeria là một giống dê nhà chuyên cho sữa dê cỡ nhỏ có nguồn gốc ở Tây Phi. Ban đầu, chúng được đưa sang Hoa Kỳ trên tàu làm thức ăn cho mèo lớn như sư tử, hổ, báo, những cá thể sống sót ban đầu sống trong các vườn thú. Dê lùn Nigeria được phổ biến như là vật nuôi và vắt sữa cung cấp cho hộ gia đình do việc nuôi dê dễ dàng của chúng và tầm vóc nhỏ, gọn. Tuy nhiên, vì tỷ lệ bơ cao của sữa nó, chúng cũng được sử dụng bởi một số công ty sữa để làm pho mát. Chúng được đăng ký công nhận bởi Hiệp hội Dê sữa Mỹ và Hội Dê lùn Nigeria.

## Đặc điểm
Có hai tiêu chuẩn chiều cao khác nhau cho dê lùn Nigeria. Các tiêu chuẩn chiều cao được duy trì bởi Hội Dê Mỹ và Hiệp hội Dê sữa Mỹ (American Dairy Association Goat) đòi hỏi không ít hơn 22,5 inch (57 cm) ở chiều cao đến hai bả vai, và con đực được ít hơn 23,5 inch (60 cm) ở hai bả vai. Các Hiệp Hội dê Nigeria nêu hiện lý tưởng nên được là 17-19 inches (43–48 cm) chiều cao, với tối đa cho phép chiều cao đến 21 inch (53 cm), và con đực lý tưởng nên được cao từ 19-21 inches (48–53 cm), với tối đa cho phép chiều cao 23 inch (58 cm). Nhìn chung là giống dê cỡ nhỏ và vừa.
Chúng có nhiều màu sắc: trắng, đen, vàng, đỏ, kem và các mẫu như da hoẵng (màu nâu với một lớp lông choàng màu đen trên đầu và cổ cùng với những mảng màu đen khác) và tương tự như một con dê Oberhasli, có hoặc không có đốm trắng. Một số có màu trắng "cháy lạnh" trên tai. Cả Hội Dê lùn Nigeria và các website của Mỹ Goat Society tính năng gồm các mô tả màu sắc, tính năng. Mặc dù hầu hết chúng đều có sừng tự nhiên, nhìn chung các nhà nhân giống tỉa mầm non chúng ở độ tuổi trẻ (thường là dưới 2 tuần tuổi) cho an toàn con dê, và bạn cùng bầy đàn của nó, và người chăm sóc. Một số dê lùn Nigeria có đôi mắt màu xanh, đó là một đặc điểm nổi trội ở giống dê này.

## Cho sữa
Dê lùn Nigeria không cung cấp cho một số lượng đáng ngạc nhiên của sữa dê cho kích thước của chúng. Phạm vi sản xuất của chúng từ 1-8 pound sữa mỗi ngày (một lít sữa nặng khoảng 2 pounds), với một lượng trung bình sản xuất khoảng 2,5 pound sữa mỗi ngày. Sản xuất phụ thuộc vào di truyền, bao nhiêu lần chúng sinh nhất định, chất lượng và loại thức ăn, và quản lý tốt nói chung.
Kể từ giống quanh năm, nó rất dễ dàng để tách rời trong đàn để sản xuất quanh năm của sữa. Vì vậy, chúng là con dê sữa lý tưởng cho nhiều gia đình. Sữa của chúng có một nội dung bơ cao hơn so với sữa dê sữa cỡ lớn, trung bình 6,5% theo Dairy American Association. Sau đó trong tiết sữa, bơ có thể lên tới 10% hoặc thậm chí cao hơn. Điều này làm cho dê lùn Nigeriaxuất sắc sữa về lĩnh vực sữa dê cho pho mát và làm xà phòng.

## Hành vi
Dê lùn Nigeria là thuần tính và dễ đào tạo. Điều này, cùng với kích thước nhỏ và xuất hiện đầy màu sắc, làm cho họ phổ biến như là vật nuôi. Một số nhà nhân giống con nuôi, mà làm cho chúng thêm gắn bó với con người. Những người khác thích để cho các bà mẹ nuôi dạy chúng một cách tự nhiên, việc tìm kiếm trẻ em bú bình để được quá sát vào người. Với một trong hai phương pháp, chúng có thể rất thân thiện và có thể dễ dàng được đào tạo để đi bộ trên một dây xích và một số thích đi vào nhà với chủ sở hữu của họ. Dê trưởng thành không nên sống trong ngôi nhà, tuy nhiên, vì là động vật nhai lại, chúng cần phải dành một phần lớn trong ngày ăn cỏ khô, cỏ, hoặc bứt lá.
Kích thước nhỏ dê Nigeria lùn "cũng làm cho chúng trở nên tuyệt vời" khách "động vật cho các viện dưỡng lão, bệnh viện. Một số nhà cung cấp dê thậm chí bán những con nhỏ và toa xe nhỏ phù hợp với dê lùn Nigeria. Như với tất cả các con dê, không hay con đực bị thiến (wethers) làm cho các vật nuôi tốt nhất, như con dê đực có thể có mùi bị người phản đối. Dê lùn Nigeria, đặc biệt là không và dê thiến, là thân thiện với trẻ em. Dê Lùn Nigeria cũng là dễ dàng với rất ít vấn đề sinh nở.

## Chăn nuôi
Thức ăn cho chúng phải khô ráo, không hôi mốc, sạch không lẫn đất cát; phải để nước sạch trong chuồng để dê uống khi khát. Có thể nuôi theo 3 kiểu: chăn dắt (quảng canh), cột buộc ở khu vực quanh nhà, đồi gò hoặc nuôi nhốt kết hợp với chăn thả (bán thâm canh) và nuôi nhốt cố định tại chuồng (thâm canh). Việc áp dụng kỹ thuật vào chăn nuôi rất quan trọng. Người nuôi dê phải biết áp dụng kỹ thuật từ khâu làm chuồng trại cho đến việc theo dõi, quản lý đàn dê.
Vì là loại động vật không ưa độ ẩm cao nên chuồng trại cho dê cần phải đảm bảo sạch sẽ, thông thoáng, tránh nắng nóng và ẩm ướt. Khi làm chuồng, tùy theo đặc điểm từng vùng, từng nhà cụ thể mà xác định vị trí và hướng chuồng thích hợp để tận dụng yếu tố thuận lợi và hạn chế tối đa các yếu tố bất lợi của thời tiết đối với dê. Trước chuồng nuôi cần có khoảng sân rộng để theo dõi, quản lý đàn dê, cũng như khi bắt dê để kiểm tra, phối giống, cho ăn và phòng trị bệnh.
Cần tránh cho dê giao phối đồng chủng để bảo đảm năng suất, chất lượng con giống. Khi dê đực con nuôi thời gian khoảng 4 tháng tuổi ra nuôi riêng với dê cái. Đối với dê cái phối giống lần đầu ở thời điểm nuôi từ 7 – 8 tháng tuổi. Không dùng dê đực giống là bố, dê cái là con hoặc cháu, đực giống là anh, dê cái là em cho phối giống với nhau để tránh hiện tượng trùng huyết. Trong thời gian dê có chửa tránh dồn đuổi, đánh đập và không nhốt chung với dê đực để tránh bị dê đực nhảy, dễ sảy thai.
Đối với dê chửa lần đầu cần xoa bóp nhẹ đầu vú để kích thích tuyến sữa phát triển, kích thích tuyến sữa phát triển và tập cho dê quen dần với việc vắt sữa sau này. Đối với dê cái đã đẻ nhiều lứa, đang cho con bú hoặc đang vắt sữa cho dê bằng cách giảm dần số lần cho con bú hoặc vắt sữa từ một lần. Để đảm bảo cho đàn dê cho năng suất sữa cao thì chế độ dinh dưỡng phải đảm bảo hơn, khẩu phần giàu chất dinh dưỡng hơn. Chế độ nuôi dưỡng tốt phải đảm bảo cho dê mẹ phát triển bình thường khi có chửa, cho nhiều sữa trong thời kỳ cho sữa. Thừa thức ăn tinh hỗn hợp thì không chỉ chất lượng sữa giảm, chi phí thức ăn tăng. Chế độ nuôi dưỡng dê sữa phải căn cứ vào nhu cầu dinh dưỡng. 

## Các bệnh
Do dê ăn khẩu phần thiếu hay mất cân bằng calci và phosphor trong thời gian dài nên bị hội chứng rối loạn thần kinh, gây ra bệnh sốt sữa (Milk fever). Bệnh này thường xảy ra trong giai đoạn dê đang tiết sữa hoặc cạn sữa thời gian mà dê cần rất nhiều calci và phosphor so với bình thường, song không được đáp ứng đủ, do đó dê phải sử dụng nguồn calci từ máu. Khi lượng calci trong máu giảm dưới 6 mg/100ml thì dê bị rối loạn thần kinh. Dê sữa có năng suất cao thường bị bệnh này. Lúc đầu dê giảm ăn, suy nhược cơ thể, đi đứng khó khăn, sau đó dựa vào tường rồi nằm nghiêng một bên, co giật và tê liệt, không đứng dậy được. Thân nhiệt hạ xuống khoảng 38 độ C, mạch đập nhanh hơn bình thường. Không điều trị kịp thời, dê có thể tử vong.